# Joy Behar

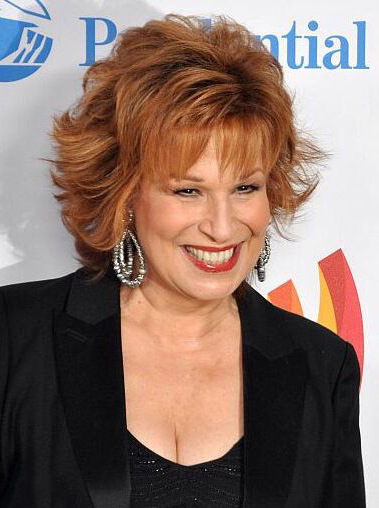
Joy Behar 2010.

Joy Behar, född 7 oktober 1942 i Brooklyn i New York, är en amerikansk komiker, författare, skådespelare och programledare.
Behar var en av programledarna på ABC:s talkshow The View från starten 1997 till 2013. Hon var värd för The Joy Behar show på HLN 2009-2011 och Joy Behar: Say Anything på Current TV, från 2012 till 2013.